# Alexander Palacios

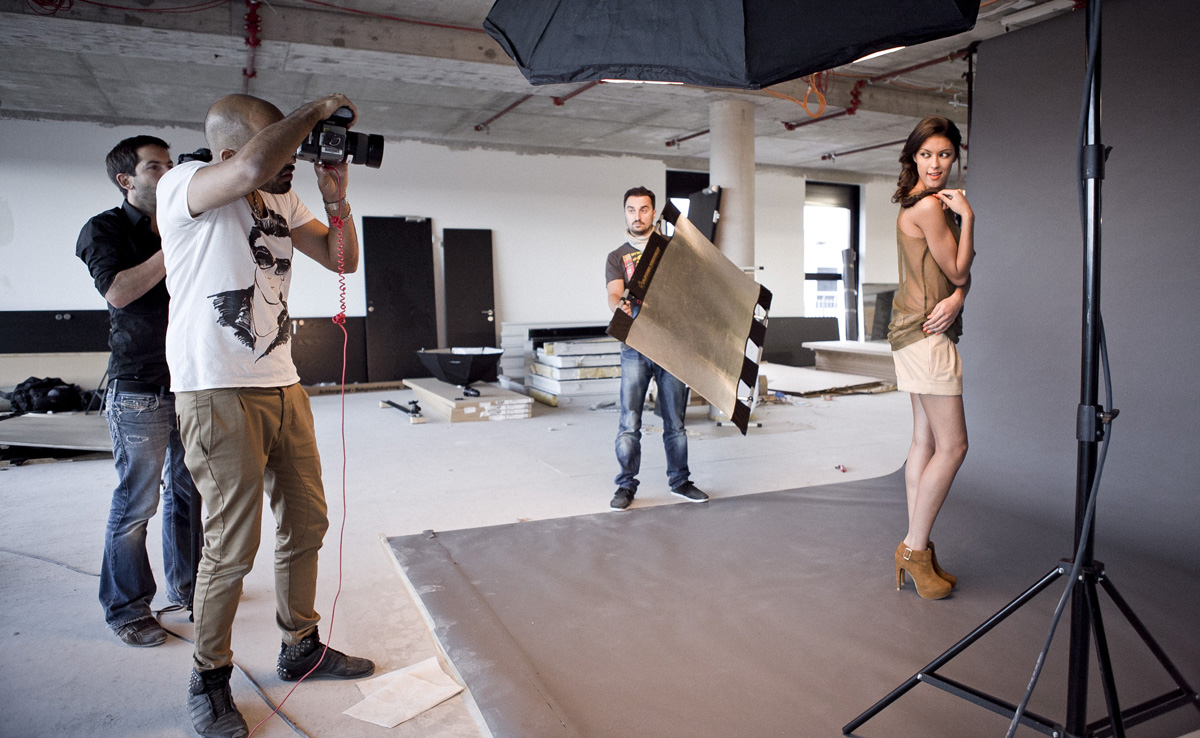
Alexander Palacios fotografuje modelku Rebeccu Mir, Frankfurt, 2009

Alexander Palacios (* 20. července 1982) je německý fotograf. Je známý svými portrétními a módními fotografiemi.

## Život a dílo
Vyrůstal v německém Frankfurtu nad Mohanem a svou kariéru započal v roce 2002. V roce 2010 vyhrál soutěž Hasselblad Junior Contest.
Sídlí ve švýcarské Basileji. Jeho práce se objevily v magazínech Vogue, Schweizer Illustrierte a v Elle.

## Galerie

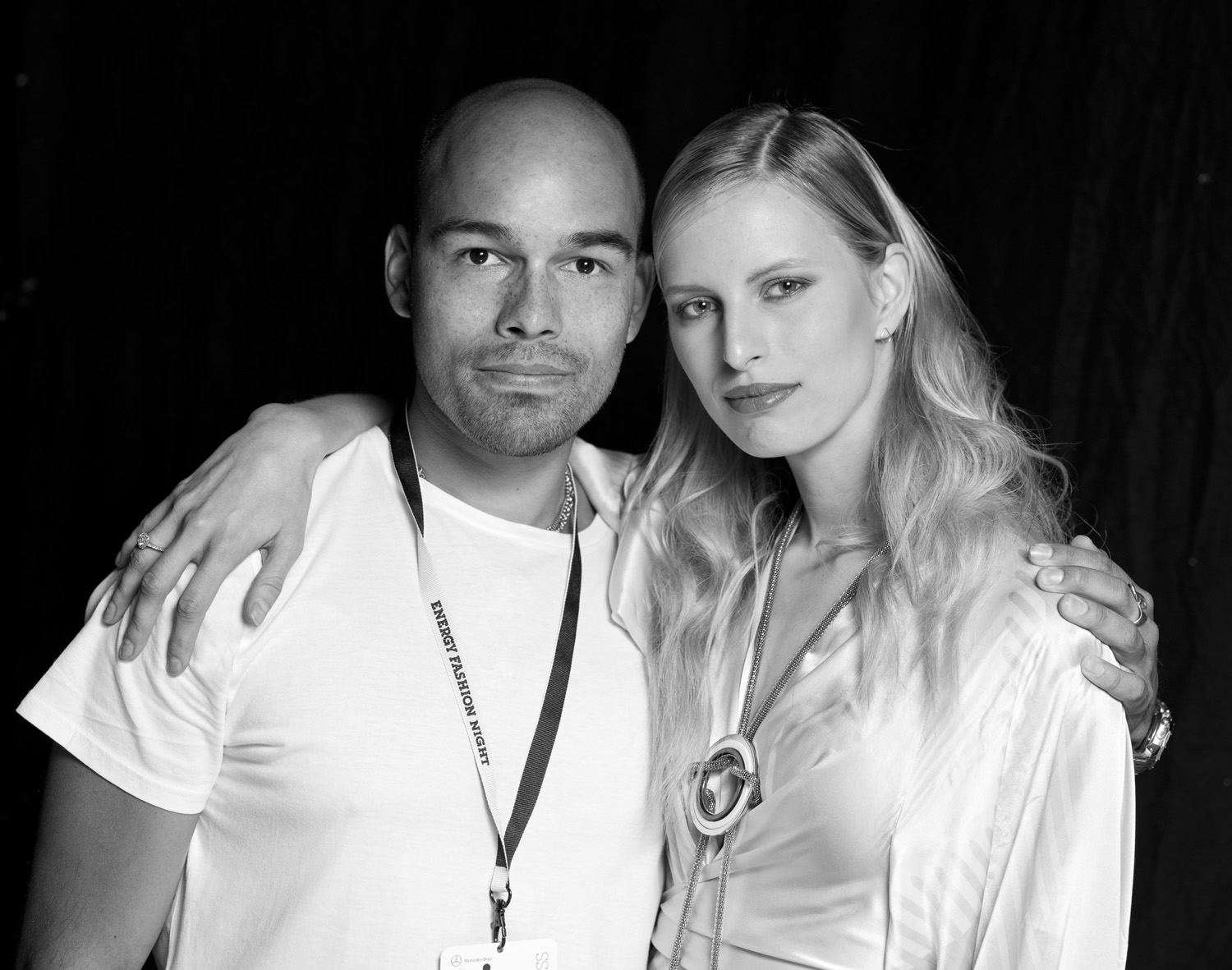
Fotograf s modelkou Karolínou Kurkovou, 2011